# Pliešovce
Pliešovce (deutsch selten Deutschpelsätz – älter auch Pleißnitz oder Pilsen, ungarisch Tótpelsőc – bis 1873 Pelsőc) ist ein Ort und eine Gemeinde im Okres Zvolen des Banskobystrický kraj in der Mitte der Slowakei, mit 2262 Einwohnern (31. Dezember 2024).

## Geographie
Die Gemeinde liegt im Süden des Talkessels Pliešovská kotlina, an einer Wasserscheide: während durch den Ort fließender Bach Neresnica eventuell in die Slatina im Norden mündet, die durch das Gemeindegebiet verlaufende Krupinica mündet weiter nach Süden in den Ipeľ. Östlich der Gemeinde erhebt sich das erloschene Vulkangebirge Javorie, während im Süden das Bergland Krupinská planina liegt. Südöstlich der Gemeinde befindet sich das Militärgebiet Lešť.
Verwaltungstechnisch gliedert sich die Gemeinde in folgende Ortsteile: Dolinky, Lonec, Pliešovce, Podjavorie, Polomy und Zaježová.

## Geschichte
Der Ort wurde zum ersten Mal 1256 in einer Urkunde erwähnt, 1332 dann als Plesvic. Schon im 14. Jahrhundert wird zwischen einen slowakischen und einen deutschen Teil unterschieden. 1419 erhielt den Ort einen Freibrief, 1523 dann das Stadtrecht. Zu dieser Zeit gab es einen Steinbruch, wo forderte man Kalkstein. Neben dieser Tätigkeit waren in der Ortschaft Landwirtschaft und Handel verbreitet. Im 16. Jahrhundert wurde sie dreimal von den Türken geplündert und zweimal niedergebrannt.
Bis 1918 lag der Ort im Komitat Sohl im Königreich Ungarn und kam danach zur neu entstandenen Tschechoslowakei. 1959–1990 war der Ortsteil Zaježová eine selbständige Gemeinde.

## Bevölkerung
| Jahr                | 1994 | 2004    | 2014    | 2024    |
| ------------------- | ---- | ------- | ------- | ------- |
| Anzahl der Personen | 2259 | 2203    | 2279    | 2262    |
| Unterschied         |      | −2,47 % | +3,44 % | −0,74 % |

| Jahr                | 2023 | 2024    |
| ------------------- | ---- | ------- |
| Anzahl der Personen | 2265 | 2262    |
| Unterschied         |      | −0,13 % |